# Löwenbräu
Löwenbräu (Льовенброй) (МФА: [ˈløːvənbʁɔʏ]) — популярна німецька пивна торговельна марка, що належить найбільшому світовому виробнику пива корпорації Anheuser-Busch InBev. Оригінальний виробник пива цієї торговельної марки — броварня Löwenbräu AG з Мюнхена, Баварія.
Наразі найпопулярніший сорт Löwenbräu Original експортується до близько 50 країн світу, а також виробляється за ліцензією декількома броварнями за межами Німеччини.

## Історія

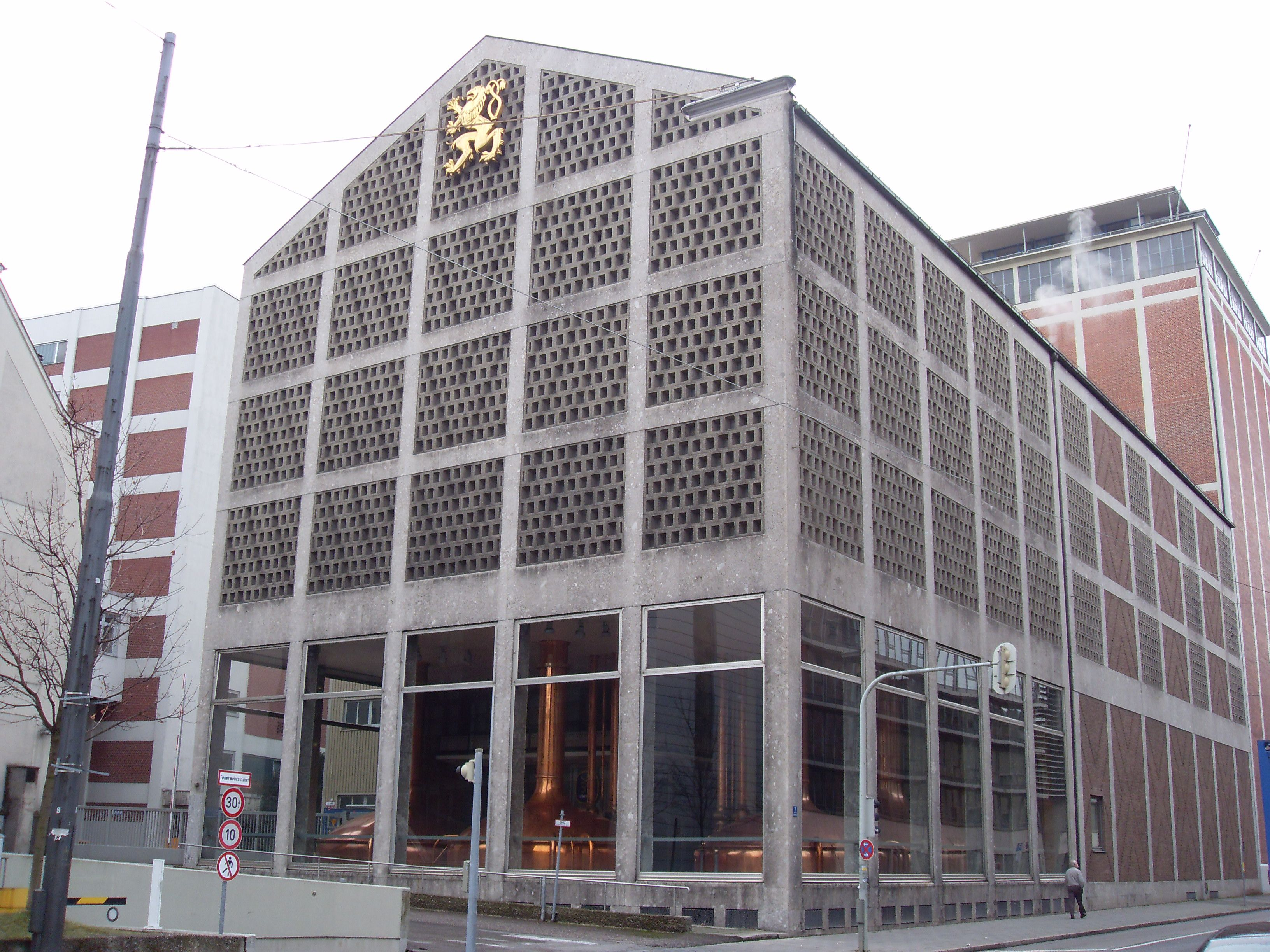
Сучасна будівля броварні Löwenbräu AG у Мюнхені.

Єдиної точки зору щодо року заснування броварні Löwenbräu не існує, однак датою початку історії однойменної торговельної марки прийнято вважати 1383 рік, якім датуються відомості про початок виробництва пива у трактирі Zum Löwen. Перша згадка про назву пива Löwenbräu датується 1746 роком, у якому він був включений до мюнхенського міського реєстру пива.
1810 року в Мюнхені було проведено перший Октоберфест, який з того часу став щорічним пивним фестивалем. Від самого започаткування цієї події Löwenbräu був щороку незмінно представлений на фестивалі, наразі є однією з 6 торговельних марок, пиво якої дозволене до продажу в рамках Октоберфеста.
Нова ера в історії броварні почалася 1818 року, в якому її власником став бровар Георг Брей, який перетворив її на найбільший пивоварний завод міста. 1827 року з метою задоволення підвищеного попиту на пиво Löwenbräu його виробництво було започатковано на нових, значно збільшених виробничих потужностях, розташованих на вулиці Німфенбургер, де броварня Löwenbräu знаходиться і понині.
1872 року броварня, яка до цього була родинним підприємством, стає акціонерним товариством, розпочинається докорінна модернізація виробничих потужностей, а у 1886 році зображення лева стає зареєстрованим торговим знаком Löwenbräu.
Вже 1912 року річні обсяги виробництва пива торговельної марки сягають 10 мільйонів декалітрів. Однак, з початком Першої Світової війни броварство перебуває у занепаді через введення квот на сировину та законодавчі обмеження на діяльність галузі. У повоєнні роки позиції броварні поступово посилюються, 1921 року вона об'єднується з пивоварнею Schülein & Cie, новостворена пивоварна компанія стає одним з лідерів місцевого ринку.
Наприкінці Другої Світової війни виробничі потужності були повністю зруйновані внаслідок бомбардування авіацією союзників, у повоєнні роки — відбудовані. Вже 1948 року відновлена броварня здійснює експорт першої партії пива за кордон, до Швейцарії, а у 1970 році обсяги її виробництва сягають 15 мільйонів декалітрів пива на рік.
1974 року укладені перші ліцензійні угоди щодо виробництва Löwenbräu за межами Мюнхена — пиво торговельної марки почали виробляти броварні у США та Великій Британії. У США пиво Löwenbräu вироблялося до 2002 року, після чого дія ліцензійної угоди була припинено і на північноамериканський ринок почався експорт оригінального напою з Німеччини.
В процесі поступової глобалізації пивного ринку та укрупнення його основних гравців броварня Löwenbräu злилася 1997 року з іншим німецьким пивоварним підприємством Spaten-Franziskaner-Bräu. А 2004 року об'єднана компанія Spaten-Löwenbräu була придбана бельгійсько-бразильською пивоварною корпорацією InBev, яка у свою чергу 2008 року стала співзасновником міжнародного пивоварного гіганта Anheuser-Busch InBev, до активів якого й відійшли броварня Löwenbräu та однойменна торговельна марка.
Наразі саме розгалужена мережа підприємств Anheuser-Busch InBev по всьому світу забезпечує імпорт та дистрибуцію пива Löwenbräu на зовнішніх ринках, на деяких ринках це пиво вариться місцевими виробниками за ліцензією. До України пиво Löwenbräu Original імпортує з Німеччини дочірня компанія корпорації Anheuser-Busch InBev ПрАТ «АБІНБЕВ ЕФЕС УКРАЇНА».

## Асортимент пива

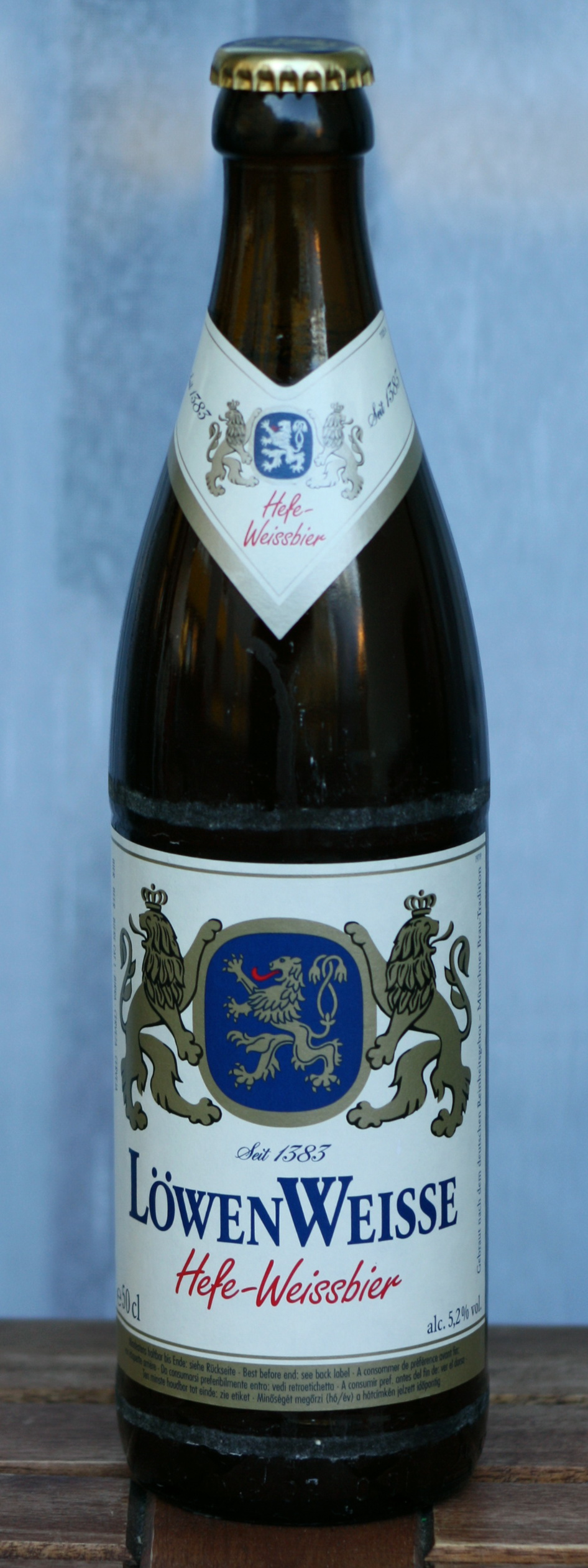
Пляшка пива Löwenbräu Weisse

- Löwenbräu Original — світле пиво з густиною 11,8 % та вмістом алкоголю 5,2 %, найпопулярніший сорт торговельної марки;
- Löwenbräu Urtyp — світле пиво з густиною 12,4 % та вмістом алкоголю 5,4 %;
- Löwenbräu Weisse — пшеничне нефільтроване пиво з густиною 11,8 % та вмістом алкоголю 5,2 %;
- Löwenbräu Premium Pils — пільзнер з густиною 11,8 % та вмістом алкоголю 5,2 %;
- Löwenbräu Oktoberfest — спеціальне «сезонне» світле пиво з густиною 13,7 % та вмістом алкоголю 6,1 %;
- Löwenbräu Triumphator — міцне темне пиво з густиною 18,2 % та вмістом алкоголю 7,6 %;
- Löwenbräu Dunkel — темне пиво з густиною 12,5 % та вмістом алкоголю 5,5 %;
- Löwenbräu Alkoholfrei — безалкогольне світле пиво з густиною 7,2 % та вмістом алкоголю до 0,5 %;
- Löwenbräu Radler — радлер на основі світлого пива та лимонаду з густиною 9,8 % та вмістом алкоголю 2,5 %;

Крім пива торговельної марки Löwenbräu однойменна броварня у Мюнхені також здійснює виробництво пива торговельних марок Beck's, Spaten та Franziskaner.

## Цікаві факти
- Назва торговельної марки Löwenbräu буквально перекладається з німецької як пиво лева, водночас німецькою мовою Löwen — не лише «лев», але й назва бельгійського міста Левен, у якому розташована штаб-квартира корпорації Anheuser-Busch InBev, сучасного власника ТМ Löwenbräu.
- У 1970-х пиво Löwenbräu вироблялося за ліцензією югославською броварнею Пивара Челарево та набуло значної популярності у країні. Згодом ліцензійна угода припинила дію і 1981 року броварня замість німецького пива лева почала випуск власного напою з аналогічною назвою сербською мовою (серб. Lav). Наразі LAV — друге за популярністю пиво у Сербії.